# Tabea Schendekehl
Tabea Schendekehl (Lünen, 29 de noviembre de 1998) es una deportista alemana que compite en remo.
Participó en los Juegos Olímpicos de París 2024, obteniendo una medalla de bronce en la prueba de cuatro scull. Ganó una medalla de plata en el Campeonato Europeo de Remo de 2020, en la prueba de ocho con timonel.

## Palmarés internacional
| Juegos Olímpicos   | Juegos Olímpicos | Juegos Olímpicos  | Juegos Olímpicos |
| Año                | Lugar            | Medalla           | Prueba           |
| ------------------ | ---------------- | ----------------- | ---------------- |
| 2024               | París (Francia)  | Medalla de bronce | Cuatro scull     |
| Campeonato Europeo |                  |                   |                  |
| Año                | Lugar            | Medalla           | Prueba           |
| 2020               | Poznań (Polonia) | Medalla de plata  | Ocho con timonel |